# Anatole Gras
Anatole Gras est un homme politique français né le 20 mai 1852 à Arsans (Haute-Saône) et décédé le 27 décembre 1938  dans la même ville.

## Biographie
Agriculteur, président de l'office agricole de la Haute-Saône, conseiller général, il est sénateur de la Haute-Saône de 1920 à 1927. Son activité parlementaire est réduite et surtout consacrée à la défense des agriculteurs. Il n'est pas réélu en 1927.

## En savoir plus

### Sources
- « Anatole Gras », dans le Dictionnaire des parlementaires français (1889-1940), sous la direction de Jean Jolly, PUF, 1960 [détail de l’édition]